# Mélodie Richard
Pour les articles homonymes, voir Richard.
Cet article concerne une actrice française. Pour l'archère française, voir Mélodie Richard (tir à l'arc).
Mélodie Richard est une actrice française, née en 1984 à Dijon.

## Biographie

### Enfance
Mélodie Richard grandit en Bourgogne, dans un village proche de Nuits-Saint-Georges. Elle pratique la musique dès le plus jeune âge et joue ainsi du piano. Enfant, elle envisage de devenir institutrice. Elle s'initie au théâtre en classe de terminale en travaillant le rôle de Phèdre dans la tragédie Hippolyte de Robert Garnier pour un atelier animé par l'une de ses tantes, comédienne en Bourgogne.

### Débuts au théâtre
Arrivée à Paris à l'âge de 17 ans, Mélodie Richard s'inscrit à des cours spécialisés dans le théâtre de boulevard. Elle enchaîne différents rôles au Théâtre du Renard, au Point-Virgule ou encore au Splendid. Elle entre par la suite au Conservatoire national supérieur d'art dramatique. Elle fait alors ses premiers pas dans un premier rôle au théâtre en 2012 dans la pièce Salle d’attente de Lars Noren, mise en scène par le polonais Krystian Lupa.

## Théâtre
- 2011 : Salle d’attente de Lars Noren, mise en scène Krystian Lupa : Anna[5]
- 2012 : Nouveau Roman de et mis en scène par Christophe Honoré : Catherine Robbe-Grillet[6]
- 2013 : Perturbation, d'après Thomas Bernhard, mise en scène Krystian Lupa : une fille du prince Saurau[7]
- 2014 : Les Revenants de Henrik Ibsen, mise en scène Thomas Ostermeier[5]
- 2015 : La Maladie de la mort de Marguerite Duras, mise en scène Célie Pauthe au théâtre de la Colline : la jeune femme[8],[9]
- 2016 : La Mouette de Anton Tchekhov, mise en scène Thomas Ostermeier : Nina[4]
- 2018 : Bérénice de Jean Racine, mise en scène Célie Pauthe au théâtre de l'Odéon : Bérénice[3]
- 2019 : Charlotte d'après David Foenkinos, conçu et mis en scène par Muriel Coulin au théâtre du Rond-Point : Charlotte Salomon[10]
- 2021 : La Double Inconstance de Marivaux, mise en scène Galin Stoev, théâtre de la Porte Saint-Martin
- 2022 : Antoine et Cléopâtre de Shakespeare, mise en scène Célie Pauthe, Ateliers Berthier
- 2023 : L'Orage d'Alexandre Ostrovski, mise en scène Denis Podalydès, théâtre des Bouffes du Nord et tournée
- 2025 : Le Misanthrope de Molière, mise en scène Georges Lavaudant, théâtre de l'Athénée Louis-Jouvet

## Filmographie

### Cinéma

#### Courts métrages
- 2010 : Les condiments irréguliers de Adrien Beau : Marie-Madeleine Dreux d'Aubray
- 2013 : Les enterrements de Eliott Maintigneux : Anaïs

#### Longs métrages
- 2010 : Vénus noire de Abdellatif Kechiche : Une invitée du salon bourgeois
- 2012 : Lal Tip de Swapan Ahmed
- 2014 : Métamorphoses de Christophe Honoré : Junon
- 2015 : Trois souvenirs de ma jeunesse de Arnaud Desplechin : Gilberte
- 2017 : Les Fantômes d'Ismaël de Arnaud Desplechin : Hôtesse de l'air
- 2018 : Les Grands Squelettes de Philippe Ramos
- 2019 : Curiosa de Lou Jeunet : Hélène de Heredia
- 2019 : Je promets d'être sage de Ronan Le Page : Blandine
- 2020 : C'est la vie de Julien Rambaldi

### Télévision
- 2011 : Cigarettes et bas nylon de Fabrice Cazeneuve : Mireille
- 2011 : À la recherche du temps perdu de Nina Companeez : Rosemonde
- 2015 : Deux de Anne Villacèque : Odile
- 2015 : Les Revenants (saison 2) de Fabrice Gobert : Esther
- 2019 : Un Entretien (saison 2) de Julien Patry

## Distinctions
- 2010 : Prix jeune espoir féminin, partagé avec Adélaïde Leroux et Salomé Stévenin au Festival de la fiction TV de La Rochelle pour Cigarettes et bas nylon de Fabrice Cazeneuve [11]